# Jarla
Jarla – władca gutejski, następca Ibate, który według Sumeryjskiej listy królów miał rządzić Sumerem przez 3 lata.